# Корк Август Іванович
Корк А́вгуст Іва́нович (ест. August Kork; *22 липня (3 серпня) 1887, с. Аардла, Дерптський повіт, Ліфляндська губернія — †12 червня 1937, Москва) — радянський військовий і політичний діяч, командарм 2-го рангу (1935). Розстріляний у «справі Тухачевського» (1937). Посмертно реабілітований у 1957.

## Життєпис
Народився 22.07.1887 р. у селянській родині, волость Казепя (Естонія), естонець.
До революції 1917 закінчив Академію Генерального штабу, підполковник царської армії.
Працював в оперативному відділі Всероглавштаба (з червня 1918), згодом начальник оперативного відділу штабу 9 армії (з жовтня 1918). Консультант при наркомвоєні Естляндської трудової комуни (грудень 1918 р.— листопад 1919 р.), начальник штабу Естляндської армії (лютий — червень 1919), пізніше помічник командувача 7 армією. Командував 15 армією (31 серпня —14 жовтня 1919 і 22 жовтня 1919 — 16 жовтня 1920) і 6 армією (26 жовтня 1920 — 13 травня 1921).
У 1921—1922 — командувач Харківським військовим округом, помічник командувача Збройними Силами України і Криму, 1922—1923 командувач Туркестанським фронтом, 1923—1925 помічник командувача, командувач Західним військовим округом, 1925 командувач Кавказькою Червонопрапорною армією, 1926—1927 командувач Західним військовим округом, 1927—1928 командувач Ленінградським військовим округом, 1928—1929 військовий аташе у Німеччині, начальник управління постачання РСЧА, 1929—1935 командувач Московським військовим округом, 1935—1937 член Військової Ради при наркомові оборони СРСР, начальник Військової академії ім. М. В. Фрунзе.
Арештований 12 травня 1937. Засуджений спеціальною судовою присутністю Верховного суду СРСР 11.06.1937, обвинувачення: участь у «військовій змові» в Червоній Армії і підготовка скинення радянської влади шляхом збройного повстання і поразки СРСР у майбутній війні.
Розстріляний 12 червня 1937. Визначенням ВКВС від 31.01.1957 реабілітований.

## Нагороди
- орден Червоного Прапора (1919)
- орден Червоного Прапора (1920)
- Почесна революційна зброя (1920).